# Протесты в Перу (2020)
Протесты в Перу 2020 года — серия демонстраций, вспыхнувших после отставки президента Мартина Вискарры, начиная с 9 ноября 2020 года.
Свержение президента Мартина Вискарры многие перуанцы посчитали переворотом. Такую точку зрения также поддержали многие политологи и СМИ Перу. Протесты произошли в нескольких городах, с целью показать своё возмущение отставкой прошлого президента и отменить инаугурацию Мануэля Мерино.
Протесты являются крупнейшими в Перу за последние два десятилетия. Они были организованны преимущественно с помощью социальных сетей. Жёсткая реакция властей Перу была осуждена международными правозащитными организациями, в том числе ООН и «Amnesty International».
После сообщений об убийстве протестующих большинство министров правительства Мерино подали в отставку, сам Мерино ушёл в отставку на следующий день. Он был президентом Перу в течение 5 дней. 16 ноября конгресс Перу избрал президентом Франциско Сагасти.

## Обзор
Мартин Вискарра был избран вице-президентом Перу на выборах 2016 года. В 2018 году он принял присягу в качестве президента Перу в связи с отставкой Президента Педро Кучински. После принятия присяги Мартин Вискарра заявил «с нас хватит» и поклялся бороться с коррупцией на посту президента.

### Оппозиция конгресса
На протяжении всего президентского срока Мартин Вискарра конфликтовал с оппозицией в лице конгресса Перу. Конгресс Перу продолжал задерживать реформы Мартин Висскары, а позже он распустил конгресс, заявив, что демократия Перу находится под угрозой.
Новые выборы в конгресс Перу прошли 26 января 2020 года. Аналитики Диего Перейра и Люсила Барбейто из JPMorgan Chase & Co описали новый конгресс как «ещё более враждебный правительству (Вискарры), чем предыдущий», в то же время Americas Quarterly писала, что четыре основные правые партии Конгресса опасаются антикоррупционных мер Вискарры по финансированию предвыборных кампаний, политической прозрачности, и участию осуждённых в управлении государством.
Поскольку экономика Перу пришла в упадок из-за пандемии COVID-19 в Перу, Вискарра столкнулся с возросшим политическим давлением со стороны недавно избранного конгресса под председательством Мануэля Мерино, причём большинство законодательного органа контролировалось теми, кто выступал против Вискарры. 5 июля 2020 года Вискарра предложил провести референдум о снятии парламентской неприкосновенности в 2021 году. Конгресс быстро отреагировал и собрался в ту же ночь, чтобы принять свой законопроект о неприкосновенности, в котором помимо всего прочего говорилось о снятии неприкосновенности с Президента, членов Конституционного суда и уполномоченного по правам человека.